# Adoxophyes aurantiana
Adoxophyes aurantiana es una especie de polilla del género Adoxophyes, tribu Archipini, subfamilia Tortricinae.

## Distribución
Se distribuye por Islas Salomón.

## Taxonomía
Fue descrita por Bradley en 1961 y publicada en Bulletin of the British Museum (Natural History), Botany 10: 118.